# Upplands runinskrifter 474
Upplands runinskrifter 474 står rest nära sin ursprungliga plats vid gränsen  mellan Knivsta och Vassunda socknar. Samma gräns skilde förr även Håbo och Ärlinghundra härader och de gamla folklanden Attundaland och Tiundaland. 
Den på 1600-talet verksamme fornforskaren Johan Hadorph beskrev 1682 stenens plats: "Uthi wadsunda norre prästgärde i skillnaden mellan wikby ägor, dher häradsrågången framlöper mellan Håbohärardh och Erlinghundrat ... Råstenarna stå brede widh." Runstenen tycks således ha ingått i en viktig gränsmarkering. 
Ristningen är inte signerad, men har attribuerats till runmästare Torbjörn, som signerat en runsten i Vassunda socken, U467 Tibble, och utfört andra i Haga socken och Sigtuna.

## Inskriften
Translitterering av runraden:
halftan : let : reisa : stein : þen(s)a : eftir : iukeir : broþur : sin : nuk : kufriþ : eftiʀ : sun : sin : (k)uþ : hialbi : at : hans
Normalisering till runsvenska:
Halfdan let ræisa  stæin þennsa æftir IogæiR, broður sinn, ok Guðfrið æftir sun sinn. Guð hialpi and hans.
Översättning till nusvenska:
Halvdan lät resa denna sten efter Joger, sin broder, och Gudfrid efter sin son. Gud hjälpte hans ande.